# Ensilering (dokumentarfilm fra 1948)
 For alternative betydninger, se Ensilering. (Se også artikler, som begynder med Ensilering)
Ensilering er en dansk undervisningsfilm fra 1948, der er instrueret af Ove Sevel efter manuskript af ham selv, Viggo Steensberg og Holger Land-Jensen.

## Handling
Filmen er beregnet til undervisningsbrug på landbrugsskoler, ved landbrugsfaglig undervisning, aftenskoler på landet og lignende. Den viser, hvorledes Danmark på grund af manglen på oliekager er henvist til at klare sig med egne afgrøder, kløver, lucerne, sød-lupin og roetop, som i nogen grad kan sikre dyrene det nødvendige proteintilskud. Disse afgrøder kan ikke bjerges som hø, de skal behandles på en bestemt måde for at give det fulde udbytte, og filmen viser, hvordan den rigtige ensilering foregår, og hvordan de bedste siloer er indrettet.